# Агютт, Жоржетта
Луиза Жоржетта Агютт (Агутт) (фр. Georgette Agutte; 17 мая 1867, Париж — 5 сентября 1922, Шамони, Франция) — французская художница и скульптор.

## Биография
Родилась в Париже. Была дочерью Жана Жоржа Агутта. С 1893 года в качестве свободного ученика обучалась живописи у Гюстава Моро. Она также была знакома с Матиссом и Жоржом Руо.
Нонконформист. Была одной из первых и немногих женщин, окончивших Национальную высшую школу изящных искусств в Париже.
Представитель фовизма в живописи и скульпторе. Её студия была в Бонньер-сюр-Сен.
В 1888 году она вышла замуж за критика Пола Флэтта. После её развода в 1894 году она вышла замуж за политика Марселя Самба в 1897 году.
С 1904 года — участница Салона Независимых, выставляла свои картины в Осеннем салоне.
После смерти мужа Марселя Самба в тот же день покончила с собой, выстрелив себе в голову, оставив записку: 

Я не могу жить без него. Он оставил меня в полдень, я опаздываю.

## Наследие
Вместе со своим мужем, Жоржетта Агютт собирает множество работ современных художников, в том числе Поля Синьяка, Анри Матисса, Андре Дерена и Кеса ван Донгена, с которыми супруги были дружны.
В своих распоряжениях Агютт указывает, что хочет завещать коллекцию живописи «провинциальному музею». Музей Гренобля, как первый музей современного искусства, единственный на то время, выставлявший работы современных художников, унаследовал собрание из 44 картин, 24 рисунков, 20 керамических работ и двух скульптур. Ретроспективная выставка работ Жоржетты Агютт была проведена в 2003 году.

## Память
- Именем Жоржетты Агютт названы улица в XVIII округе Парижа, бульвар в Гренобле, площадь в Сен-Гратьене и культурный центр, построенный в парке коммуны Боньер-сюр-Сен[фр.].
- Роман немецкой писательницы Анны Гестюйзен[нем.] «Будь отцом» (2015) рассказывает о судьбе Жоржетты Агютт и её второго мужа Марселя Самба.

- Некоторые работы
- Женщина в голубом
- Скульптура на могиле Жюля Геда